# Mezinárodní den přátelství

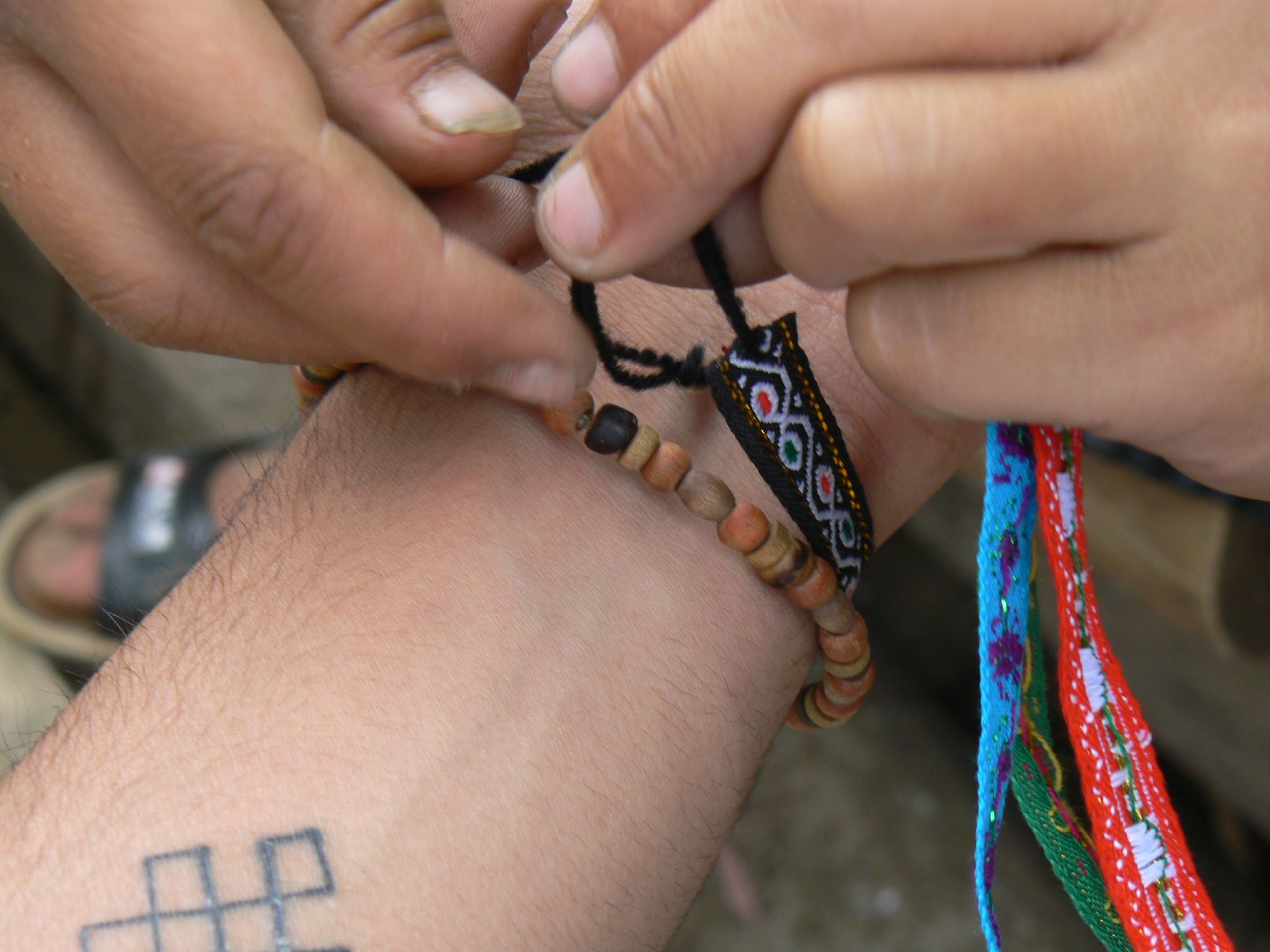
Náramky přátelství

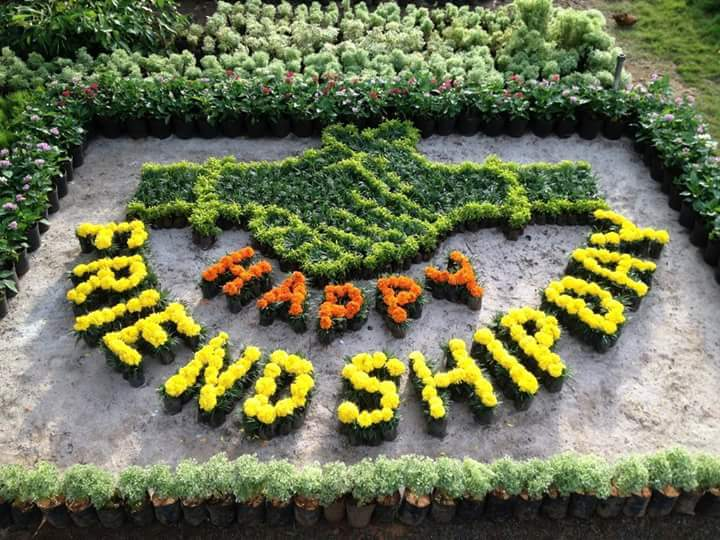

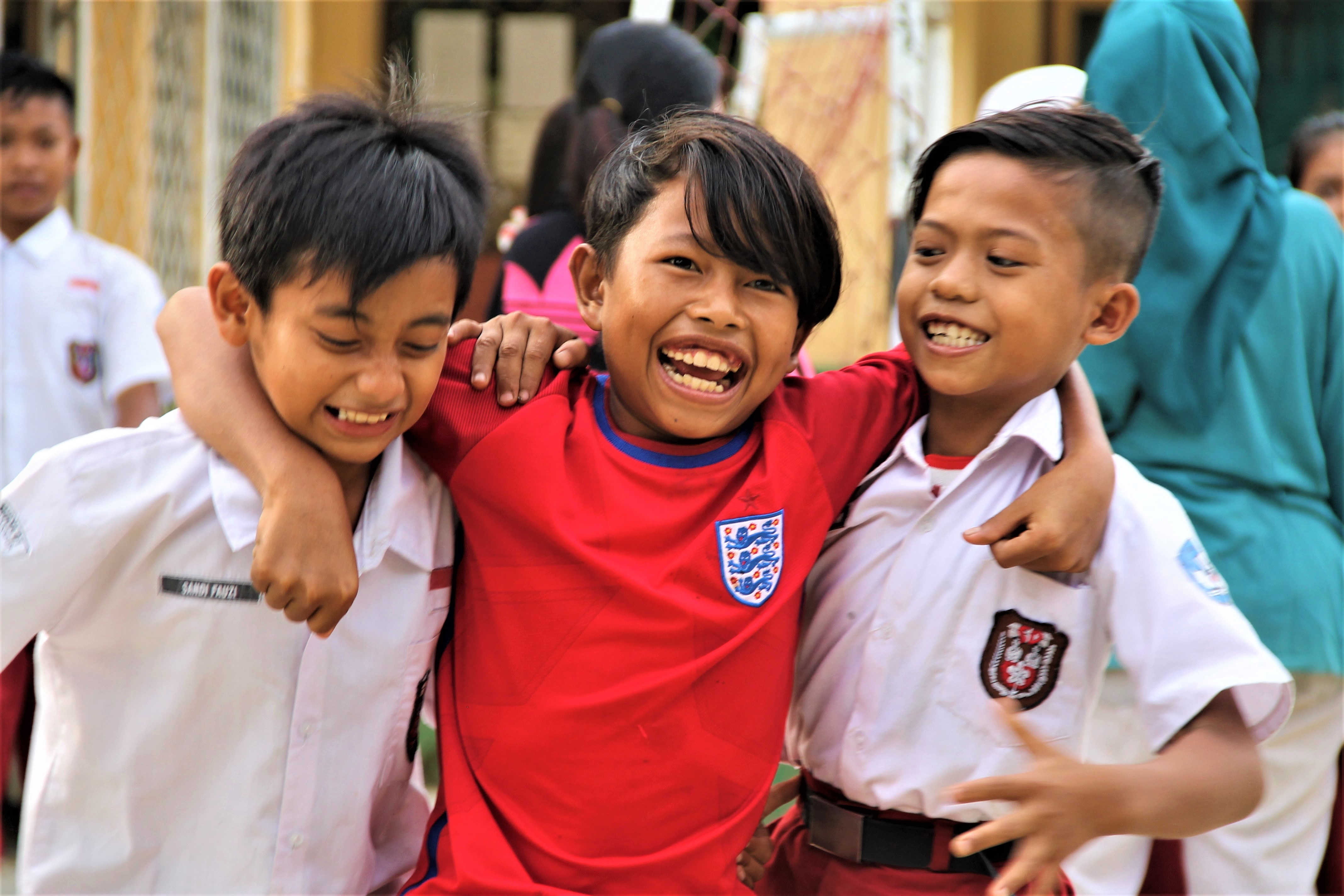

Mezinárodní den přátelství (anglicky International Day of Friendship) je den přátelství mezi lidmi, zeměmi a kulturami vyhlášený Valným shromážděním OSN 27. dubna 2011. Jeho oficiální datum bylo stanoveno na 30. července.
Nezávisle na tomto dni se den přátelství slaví v jiných dnech, jako například 20. července v Argentině, Brazílii a Uruguayi nebo první srpnovou neděli v USA a části Asie.
Tradice dne navazuje na iniciativu Cruzada Mundial para la Amistad, která vznikla v roce 1958 v Paraguayi. Lidé ve světě si den přátelství připomínají různými způsoby, například si posílají pohlednice, obdarovávají se náramky přátelství nebo se scházejí na společné večeři. Nejrozšířenějším způsobem je však kontakt s přáteli prostřednictvím sociálních sítí.[zdroj⁠?!]